# Анкудинова, Елена Анатольевна (шахматистка)
Елена Анатольевна Анкудинова (Петрова; 14 ноября 1962, Павлодар, Казахская ССР, СССР) — казахстанская, ранее советская, шахматистка, гроссмейстер (2013) среди женщин. Чемпионка мира среди сеньорит (50 лет и старше, 2013), чемпионка Казахстана (2015). Шахматный тренер и судья.

## Карьера
В шесть лет отец — адвокат и почетный гражданин Павлодара научил её шахматам, а в десять она пошла в шахматную школу, становилась чемпионкой республики в детских возрастных категориях. В 1978 году школьница Елена Петрова сенсационно выиграла турнир женских досок на спартакиаде Казахской ССР, опередив мастеров (их было всего два тогда в Казахстане) Аиду Муслимову и Татьяну Живаеву (Сергееву). Затем участие в Спартакиаде школьников СССР, союзных молодёжных играх и трёх юношеских чемпионатах Советского Союза, что тогда было удивительно для шахматной периферии. Будущий член сборной команды Советского Союза Гульнара Сахатова постоянно тогда ей проигрывала. Но, окончив в 1985 году институт, инженер-электрик Елена Петрова уехала по распределению работать в Степногорск, в 1992 году вышла замуж, родила дочь и на 5 лет выпала из активных шахмат.
Вернувшись в 1997 году домой, в Павлодар, она снова заиграла в шахматы. В 2000 году стала вице-чемпионкой Казахстана, повторила это достижение в 2004 году, уверенно вошла в сборную и сыграла на Всемирной шахматной Олимпиаде (Кальвия, Испания 2004). В 2007 году стала мастером ФИДЕ.
В 2012 году ей выпала возможность выступить на XXII чемпионате мира среди сеньорит (50 лет и старше) в Греции. Анкудинова лидировала до последнего тура, ничья ей гарантировала победу в турнире. Но в партии с Ольгой Лопатиной из Германии она вдруг проиграла фигуру и оказалась на 6 месте по коэффициентам.
В ноябре 2013 года на следующем чемпионате в хорватском городе Опатия Анкудинова всё же стала чемпионкой мира среди сеньорит, обойдя на пол-очка легендарную грузинку Нону Гаприндашвили. За эту победу Елена получила звание международного гроссмейстера среди женщин (2013).
В ноябре 2014 года на очередном чемпионате мира среди сеньорит в Катерини (Греция) Анкудинова завоевала серебряную медаль.
В мае 2015 года впервые стала чемпионкой Казахстана среди женщин, на следующий год — вице-чемпионкой, а в апреле 2018 года — бронзовым призёром.
В августе 2018 года в Тураре (Туркестанская область) стала чемпионкой Казахстана среди сеньорит возраста 50-65 лет.